# Hamry (okres Klatovy)
Hamry (německy Hammern) jsou obec v okrese Klatovy v Plzeňském kraji, asi osm kilometrů jihovýchodně od Nýrska a 22 kilometrů jihozápadně od Klatov. Leží na Šumavě, v údolí řeky Úhlavy, ze západu lemovaném pohraničním Královským hvozdem. Žije zde 116 obyvatel. Obec Hamry je šumavskou vsí, dosud nesoucí znaky historické sídelní struktury, např. lokalita Kollerův kostel, venkovský dvorec Špirk a jiné. Jedná se o šumavskou ves rozptýlenou, bez souvislé zástavby. Obec se nečlení na části, má ale dvě katastrální území: Hamry na Šumavě a Zadní Chalupy.

## Historie
První písemná zmínka o obci pochází z roku 1654. Hamry byly králováckou rychtou, jednou z osmi na Šumavě (její obyvatelé byli formálně přímými poddanými krále).

## Obyvatelstvo
- konec roku 1945 – v obci Hamry bylo na 100 Čechů, nových dosídlenců[7]
- 28. října 1946 – většina původních německých obyvatel obce Hamry v počtu 1400 osob byla odsunuta do Bavorska přes sběrné středisko v Železné Rudě
- konec roku 1946 – v obci Hamry bylo na 220 Čechů, nových osídlenců[7]
- 27. listopadu 1947 – noví dosídlenci v obci Hamry – reemigranti volyňští Češi v počtu 18 osob [8]/ v obci Hojsova Stráž 1 osoba, reemigrant[9]
- 27. listopadu 1947 – noví dosídlenci v obci Hamry – reemigranti rumunští Slováci z Bihorsko – salašské oblasti Sedmihradska v počtu 22 osob[8] / v obci Hojsova Stráž 17 osob, reemigrantů[9] / v obci Zelená Lhota 21 osob, reemigrantů[10][11]
- 27. listopadu 1947 – noví dosídlenci v obci Hamry – reemigranti z Maďarska v počtu 2 osoby[8]
- 18. prosince 1948 – noví dosídlenci v obci Hamry – reemigranti rumunští Slováci z Bihorsko – salašské oblasti Sedmihradska v počtu 22 osob [12]/ v obci Hojsova Stráž 8 osob, reemigrantů / v obci Zelená Lhota 24 osob, reemigrantů[11]
- 22. března 1949 – přestěhování 13 osob reemigrantů, rumunských Slováků z obce Stodůlky, okres Sušice do obce Hamry[13][14]
- 30. dubna 1949 – noví dosídlenci v obci Hamry – reemigranti rumunští Slováci z Bihorsko – salašské oblasti Sedmihradska v počtu 4 osoby[15] / v obci Zelená Lhota 9 osob, reemigrantů[11]

Státní statistický úřad v Praze uvádí, že k 22. květnu 1947 bylo v obci Hamry sečteno 610 přítomných obyvatel.
| Rok            | 1869  | 1880  | 1890  | 1900  | 1910  | 1921  | 1930  | 1950 | 1961 | 1970 | 1980 | 1991 | 2001 | 2011 | 2021 |
| -------------- | ----- | ----- | ----- | ----- | ----- | ----- | ----- | ---- | ---- | ---- | ---- | ---- | ---- | ---- | ---- |
| Počet obyvatel | 1 440 | 1 446 | 1 426 | 1 282 | 1 465 | 1 536 | 1 606 | 309  | 253  | 211  | 102  | 101  | 119  | 119  | 100  |
| Počet domů     | 243   | 215   | 216   | 202   | 202   | 202   | 231   | 147  | 50   | 38   | 23   | 66   | 54   | 65   | 70   |

## Samospráva obce

### Místní správní komise v Hamrech
Místní správní komise v Hamrech vznikla jmenováním předsedy a členů dne 3. července 1945 klatovským okresním národním výborem v Klatovech. Tímto dnem zaniklo zastupitelstvo obce. Prvním předsedou místní správní komise v Hamrech byl Okresním národním výborem v Klatovech jmenován vrchní provozní oficiál, přednosta stanice Hamry-Hojsova Stráž, členové MSK byli pak zaměstnanci na této železniční stanici. Dne 2. června 1945 převzali uvedení železniční zaměstnanci stanici Hamry-Hojsova Stráž od německého personálu. Místní správní komise v Hamrech usnesením s účinností od 20. dubna 1946 ustanovila obecního tajemníka. K obměně místní správní komise došlo 6. prosince 1946, kdy Okresní národní výbor v Klatovech jmenoval nového předsedu a to řídícího učitele Obecné školy v Hamrech. Důvodem uvedené změny byla ta skutečnost, že dosavadní předseda byl Ředitelstvím drah v Plzni služebně přeložen k železniční stanici Holýšov.

### Místní národní výbor v Hamrech
Místní správní komise v Hamrech byla nahrazena místním národním výborem dne 30. června 1946. V roce 1948 byla při místním národním výboru ustanovena místní rolnická komise.
Obecní úřad Hamry od roku 1938 sídlil v budově čp. 110 (nyní Hamry čp. 23), od března 1943 v budově čp. 51 (nyní Hamry čp. 30), úřad místního národního výboru byl přenesen do budovy čp. 151 (nyní Hamry čp. 49). Dům čp. 49 získal místní národní výbor do vlastnictví v přídělovém řízení podle dekretu číslo 108/1945 Sb.

### Číslování budov
Číslování domů bylo uzákoněno v únoru 1770 za vlády Marie Terezie. První číslování domů bylo v Hamrech provedeno v roce 1771. V roce 1837 byla provedena změna hranic katastru. Osada Prenet, patřící pod Hamry, nově připadla k Hojsově Stráži a osada Kreuzwinkel (Křížkov, resp. Zadní Hamry), patřící k Hojsově Stráži, nově připadla do Hamrů. Další změnou hranic katastru provedenou v roce 1876, připadla do Hamrů i samota Osserhútte (Ostré boudy). Z důvodů uvedených změn v hranicích katastru obce Hamry a založením pozemkové knihy v roce 1884, dochází v roce 1886 k přečíslování obce Hamry novými domovními čísly. Místní národní výbor v Zelené Lhotě na základě příkazu Rady okresního národního výboru v Klatovech přečísloval k 1. říjnu 1960 obec Hamry novými čísly popisnými.

### Územní příslušnost
- k 1. srpnu 1927 patřila obec Hamry do politického okresu Klatovy, soudní okres Nýrsko, poštovní a telegrafní úřad Hojsova Stráž, železniční telegraf Hamry – Hojsova Stráž, železniční stanice, zastávka, nákladiště Zelená Lhota a nebo Hamry – Hojsova Stráž, obvod obecné školy Hamry s vyučovací řečí českou a německou, obvod obecné školy Stará Lhota a Zadní Chalupy s vyučovací řečí německou, obvod obecné školy Hamry, expozitura Kreuzwinkel ( čes. Zadní Hamry ) s vyučovací řečí německou, farní úřad římskokatolický a matriční úřad Hamry, četnická stanice Dešenice, zdravotní obvod Dešenice[25]
- V letech 1938 až 1945 byly Hamry v důsledku uzavření Mnichovské dohody přičleněny k nacistickému Německu.[26]
- k 1. lednu 1948 patřila obec Hamry do správního okresu Klatovy, soudní okres Nýrsko, poštovní úřad Hojsova Stráž, stanice sboru národní bezpečnosti Hojsova Stráž – Horní Hamry, železniční stanice a nákladiště Hamry – Hojsova Stráž[27][28]
- k 1. únoru 1949 patřila obec Hamry do okresu Klatovy, kraj Plzeňský[29][30][16]
- k 1. lednu 1950 patřila obec Hamry do okresu Klatovy, kraj Plzeňský[31]
- k 16. únoru 1952 byla obec Zadní Chalupy úředně připojena k obci Hamry.[6]
- k 1. lednu 1960 patřila obec Hamry pod správu Místního národního výboru v Zelené Lhotě, okres Klatovy, kraj Západočeský[32][33]

V roce 1977 byl změněn název katastrálního území Hamry na Hamry na Šumavě.
V rámci reorganizace národních výborů a rozhodnutí Okresního národního výboru v Klatovech byl místní národní výbor v Hamrech zrušen k 30. červnu 1960. S účinností od 1. července 1960 patřila obec Hamry pod správu MNV v Zelené Lhotě. Od 1. července 1975 do 31. prosince 1979 byly Hamry částí obce Zelená Lhota, v období 1. ledna 1980 až 31. prosince 1991 patřily k Nýrsku a od 1. ledna 1992 jsou opět obcí.

### Matriky
- do 28. října 1946 matriky vedeny u Farního úřadu v Hamrech
- od 1. prosince 1946 matriky vedeny u Farního úřadu v Železné Rudě[37]
- od 1. listopadu 1948 matriky vedeny u Farního úřadu v Dešenicích[37]
- od 1. ledna 1950 matriky vedeny u Místního národního výboru v Železné Rudě[31][38][39]
- od 1. července 1960 matriky vedeny u Místního národního výboru v Dešenicích[33][32]
- od 1. dubna 1978 matriky vedeny u Městského národního výboru v Nýrsku[40]

## Vodní nádrž Nýrsko
Vodní nádrž Nýrsko na řece Úhlavě byla vybudována v letech 1965–1969. V souvislosti s výstavbou byly v záplavovém území vodní nádrže v katastrálním území Hamry zbořeny budovy, označené číslem popisným:
- čp. 1, 2, 3, 4, 5, 9, 10, 12, 13, 14, 19 a 21 (majetek Státního statku Dešenice)[41][42]
- čp. 11 (majetek okresního národního výboru v Klatovech)
- čp. 6, 7 a 8 (v majetku fyzických osob)

Státní Silnice II/190 Milence – Hamry – Zelená Lhota, která také byla v záplavovém území nádrže, byla přeložena do nové polohy Milence – Zelená Lhota.

## Polesí Královský hvozd Hamry
Na základě Dekretu prezidenta republiky Dr. Edvarda Beneše číslo 12 došlo v pohraničí k zestátnění lesních majetků sudetských Němců a jeho předání do správy státních lesů a statků. V první fázi poválečného vývoje byly na těchto majetcích zakládány národní správy velkostatků, které byly v další etapě vývoje zrušeny. Období národní správy trvalo do 16. ledna 1946, kdy byla vytvořena správa státních lesů.
V roce 1946 vzniklo polesí Úhlava Hamry o výměře 2 147 ha. Dnem 27. listopadu 1947 byla přičleněna k polesí Úhlava Hamry další lesní půda od Správy státních lesů v Železné Rudě a tím získalo toto polesí výměru 2981,41 ha lesní půdy a 1317,37 ha ostatní půdy. Od roku 1927 byly lesní pozemky na Svarohu ve vlastnictví Československého státu – ministerstva zemědělství, Ústředního ředitelství státních lesů a statků v Praze. V roce 1948 byly správy státních lesů zrušeny, vznikl národní podnik Československé státní lesy se sídlem v Praze. Dnem 25. října 1950 bylo polesí Úhlava Hamry přejmenováno na polesí Královský hvozd v Hamrech. Polesí získalo výměru 2174 ha. Dnem 23. prosince 1952 předala Správa lesního hospodářství (SLH) Nýrsko na SLH Železná Ruda pěstební středisko Královský hvozd v Hamrech. Od 1. ledna 1953 bylo polesí Královský hvozd Hamry začleněno do národního podniku Chodský lesní průmysl se sídlem ve Kdyni, a od 1. ledna 1956 do Krajské správy lesů v Plzni. V roce 1956 byly vytvářeny lesní závody a vznikala nová polesí. Polesí Královský hvozd mělo v roce 1956 výměru 2500 ha.
Polesí Hamry od svého vzniku v roce 1946 sídlilo v budově Hamry čp. 46. V roce 1952 bylo polesí z důvodů nově vytvořeného hraničního pásma přemístěno do budovy Hamry čp. 39, kterou vlastnily Západočeské cihelny, národní podnik v Plzni. Tato budova však přešla do vlastnictví Krajské správy lesů v Plzni až v květnu roce 1955. Polesí Královský hvozd se v roce 1968 přestěhovalo zpět do historické budovy bývalé lesní správy Hohenzollernů do Hamry čp. 46.
V roce 1972 došlo ke slučování polesí a ke vzniku lesních správ. Polesí Královský hvozd bylo sloučeno s polesím Zelená a tím vznikla lesní správa Královský hvozd se sídlem v Zelené Lhotě čp. 76. Ve druhé polovině sedmdesátých let došlo k připojení polesí Suchý Kámen pod lesní správu Královský hvozd v Zelené Lhotě. Tím dosáhla lesní správa Královský hvozd výměru 5600 ha.

## Pamětihodnosti
- Kostel Panny Marie Bolestné, zvaný Kollerův, postavený v roce 1773, který byl znovu opraven a vysvěcen v roce 1993. Ke kostelu vede křížová cesta – Společná cesta Panny Marie s Ježíškem.
- Přírodní rezervace Úhlavský luh, vyhlášená v části říční nivy řeky Úhlavy
- Hamerský buk, starý asi 250 let
- Přírodní rezervace Bílá Strž (zahrnující nejvyšší vodopád na české straně Šumavy)
- Do katastru obce částečně zasahuje přírodní památka Královský hvozd
- Přečerpávací vodní elektrárna Černé jezero
- Vodní nádrž Nýrsko
- Nepatrné pozůstatky hradu Ostrý na česko-německé hranici

## Osobnosti
- Pavel Stuiber (1887–1967), profesor, hudební skladatel, dirigent; zemřel zde[47]
- Leo Hans Mally (1901–1987), spisovatel[48]

## Galerie

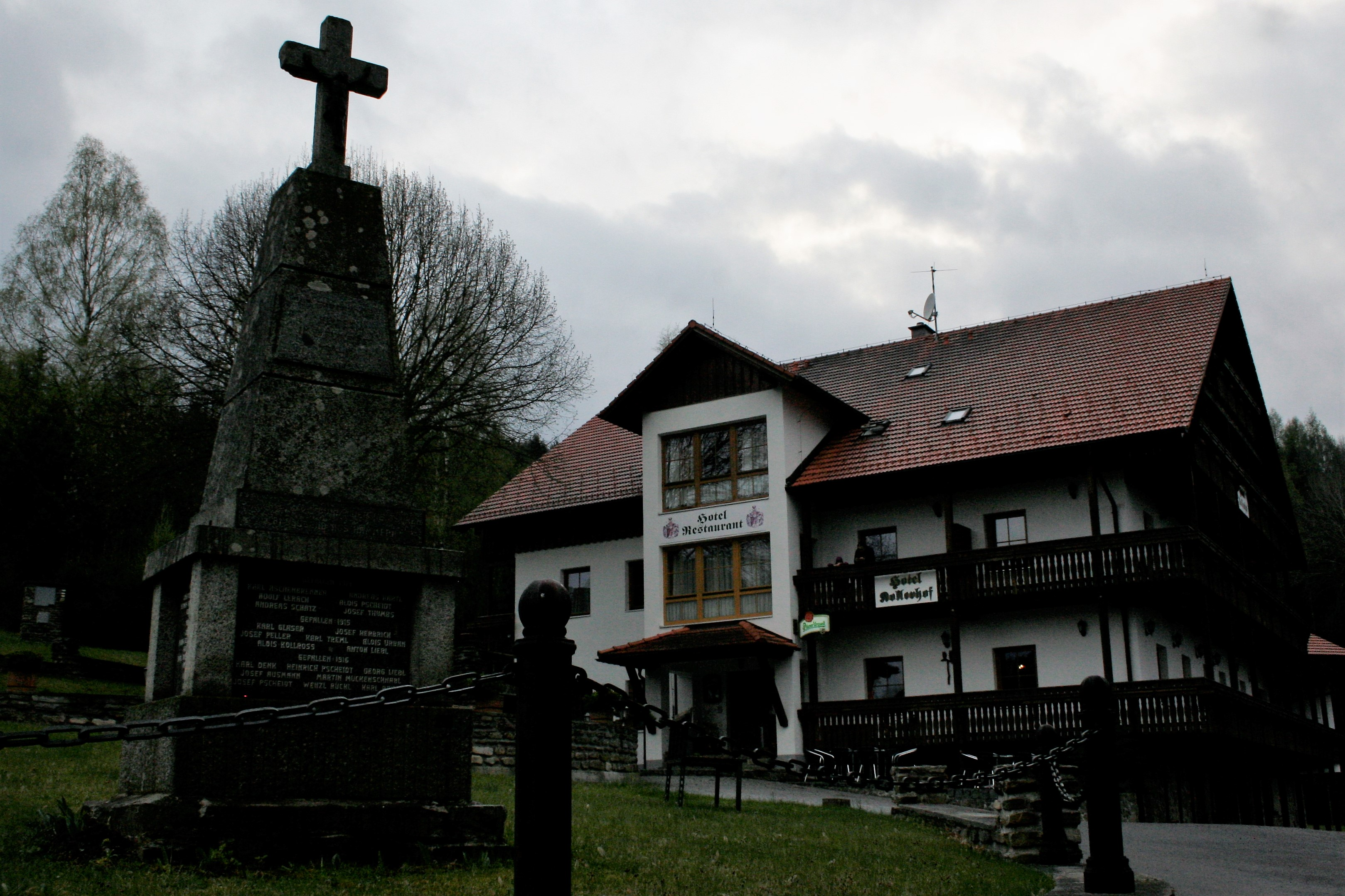
Pomník s chatou
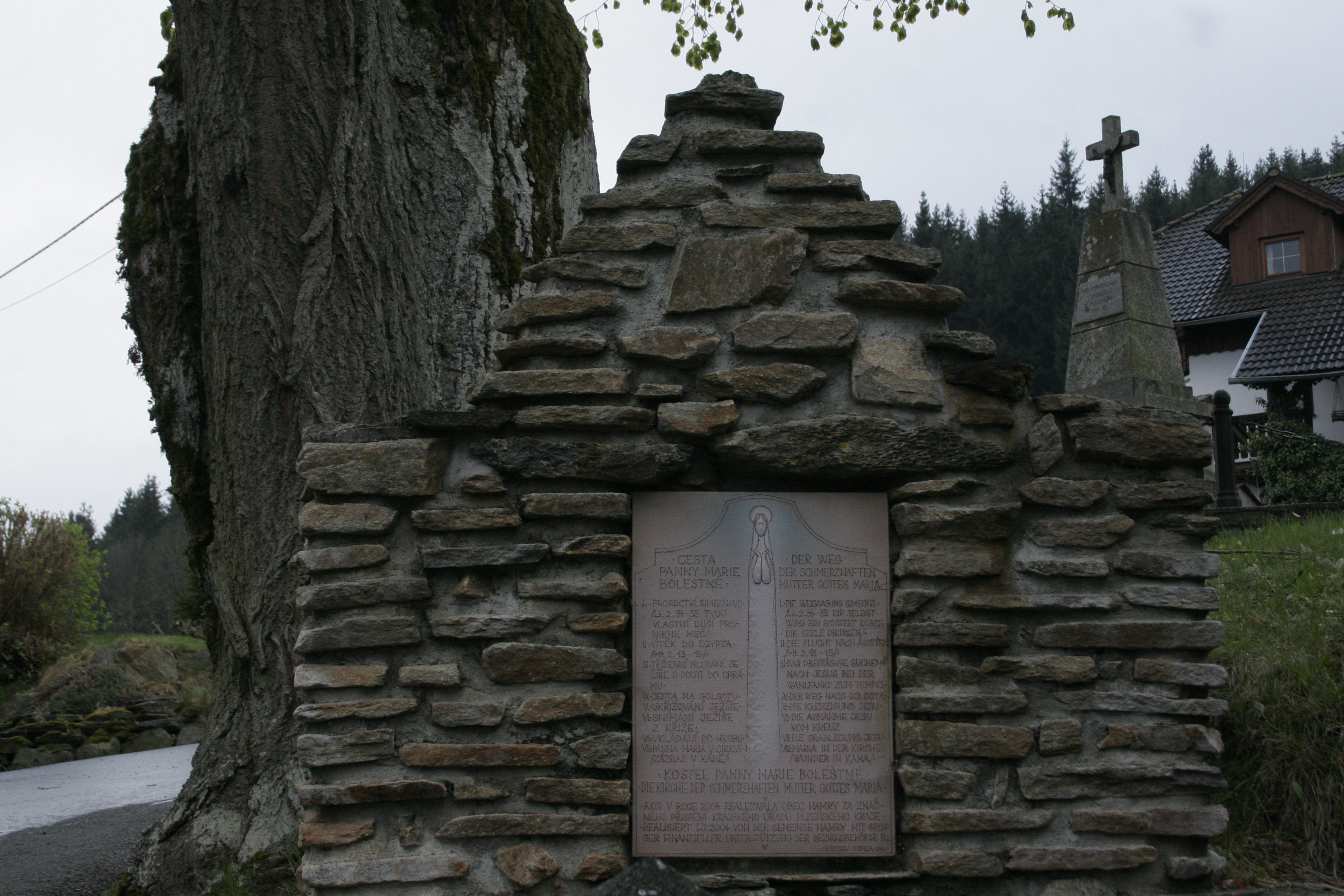
Památník
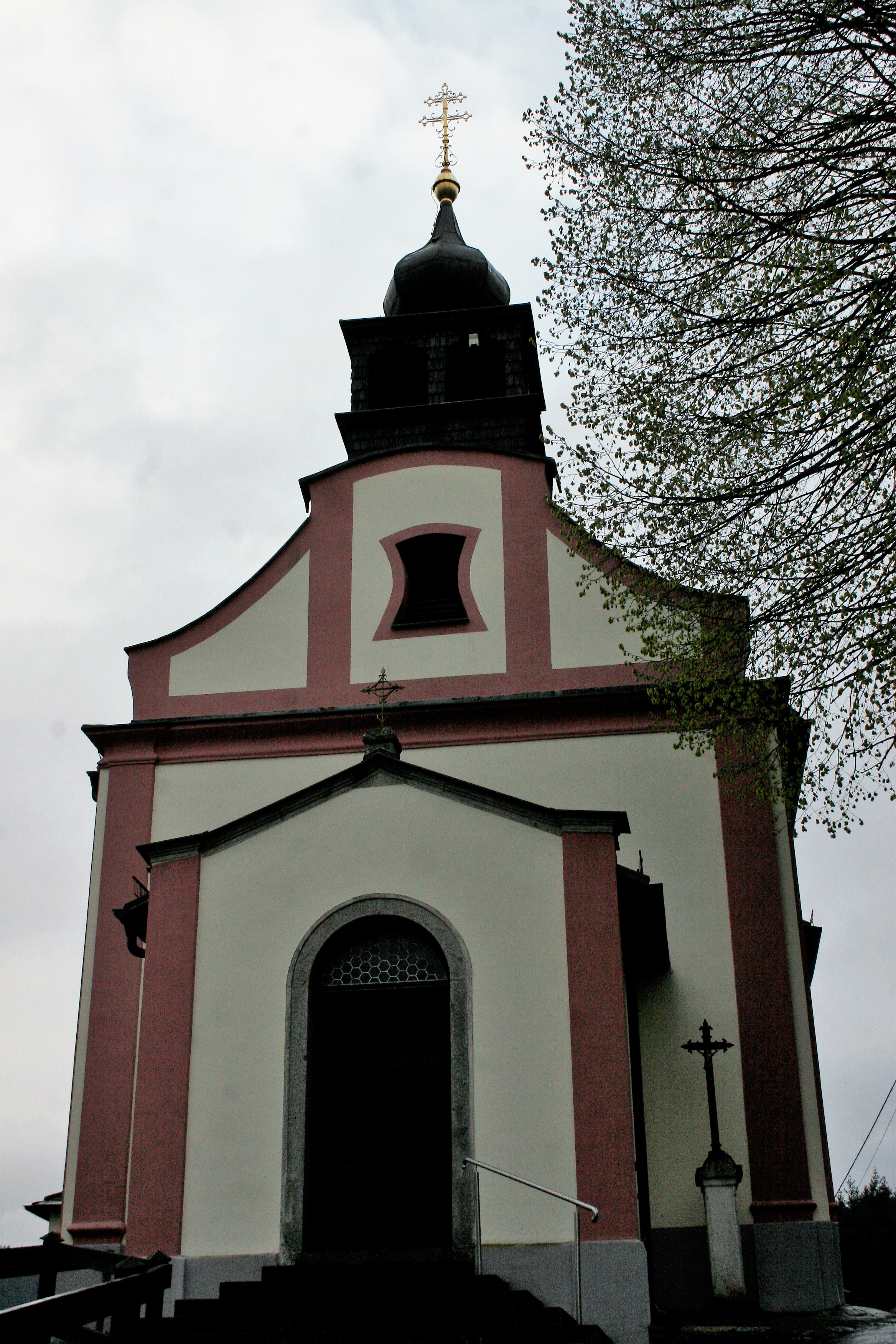
Kostel Panny Marie Bolestné